# Thomas Riedl
Thomas Riedl (ur. 18 czerwca 1976 w Kaiserslautern) – niemiecki piłkarz grający na pozycji obrońcy.

## Kariera piłkarska
Thomas Riedl karierę piłkarską rozpoczął w 1982 roku w juniorach Phönix Otterbach, a w latach 1987–1994 grał w juniorach 1. FC Kaiserslautern, gdzie w 1994 roku rozpoczął profesjonalną karierę. Odnosił z tym klubem największe sukcesy w piłkarskiej karierze. W sezonie 1995/1996 zdobył Puchar Niemiec. W sezonie 1996/1997 wywalczył awans do Bundesligi, a rok później w sezonie 1997/1998 wywalczył mistrzostwo Niemiec.
W 1999 roku przeszedł do TSV 1860 Monachium. Dnia 27 listopada 1999 roku podczas meczu derbowego z Bayernem Monachium zdobył dla swojej drużyny zwycięskiego gola w 85. minucie, dzięki czemu TSV 1860 Monachium z Bayernem Monachium po raz pierwszy od 22 lat. W 2001 roku wrócił do 1. FC Kaiserslautern, z którym W sezonie 2002/2003 jego drużyna dotarła do finału Pucharu Niemiec, jednak przegrała w nim 1:3 z Bayernem Monachium i w Riedl którym nie grał. Z klubu odszedł w 2006 roku.
Następnie karierę kontynuował w Austrii. Grał w ASKÖ Pasching (2006-2007), Austria Kärnten (2007-2010), SAK Klagenfurt (2009 w ramach wypożyczenia). Potem grał w Eintrachcie Trewir (2010-2011), Eintrachcie Trewir II (2011), SC Idar-Oberstein (2011) i FK Pirmasens, gdzie w 2012 roku zakończył karierę.

## Osiągnięcia

### FC Kaiserslautern
- Mistrz Niemiec: 1998
- Zdobywca Pucharu Niemiec: 1996
- Finał Pucharu Niemiec: 2003

## Życie prywatne
Thomas Riedl obecnie w Mehlingen. Żonaty, trzech synów. Jego ojciec – Johannes, również był piłkarzem (grał w latach 70. 1. FC Kaiserslautern). Jeszcze w czasie kariery wyrobił licencję trenera. Obecnie pracuje jako makler ubezpieczony w Signal Iduna.